# Hilda de Baviera
Hilda Hildegarde María Gabriela de Baviera (24 de marzo de 1926 - 5 de mayo de 2002) fue una princesa alemana miembro de la Casa Real de Baviera.

## Primeros años de vida
Hilda nació el 24 de marzo de 1926 en la residencia estival de la familia, el castillo de Berchtesgaden, al sur de los Alpes bávaros. Fue bautizada pocos días después por el cardenal Michael von Faulhaber, siendo su madrina la princesa Hildegarda Cristina de Baviera. Fue hija del príncipe Ruperto, príncipe heredero de Baviera, y la princesa Antonieta de Luxemburgo. Su padre fue hijo de Luis III, último rey de Baviera, y heredero del trono hasta 1918 cuando el fin de la Primera Guerra Mundial trajo consigo el derrocamiento de las monarquías alemanas; mientras que su madre fue hija del gran duque Guillermo IV de Luxemburgo y hermana menor de María Adelaida y Carlota, ambas sucesivas soberanas del gran ducado.
Durante los años 30, al ascender Hitler como canciller de Alemania, Berchtesgaden se convirtió en una de las locaciones principales de la cúpula nazi debido a que el führer mantenía ahí su principal residencia de descanso (el Berghof) y uno de sus cuarteles generales. La conocida anivadversión del padre de Hilda hacia Hitler (a quien había rechazado e incluso tildado de "loco"), llevó a la familia a trasladarse en los veranos al castillo de Hohenschwangau, hecho que sumó a la persecución que los Wittelsbach sufrieron por parte del régimen nacionalsocialista. Pronto las propiedades de la familia fueron confiscadas: el palacio Wittelsbacher, en Múnich, fue nacionalizado y convertido en una prisión de la Gestapo, y el castillo Leutstetten, otra de las residencias de verano, fue igualmente confiscado al inicio de la guerra.
En 1937, fue enviada junto a su hermana Gabriela a estudiar a Inglaterra en el Convento del Sagrado Corazón en Roehampton (ahora Woldingham School), donde sus dos hermanas mayores Irmingard y Editha ya estaban desde el año anterior.

### Seguna Guerra Mundial
En 1939, al iniciar la Segunda Guerra Mundial, su padre se vio forzado a exiliarse a Italia, a invitación de Víctor Manuel III, residiendo en Florencia en el palazzo de un antiguo súbdito bávaro. Poco después del atentado del 20 de julio de 1944 contra Hitler, Hilda, su madre y sus hermanos fueron arrestados por las SS y trasladados al campo de concentración de Sachsenhausen. Su hermana Irmingard intentó el escape hacia Suiza por los Alpes, pero, enferma de fiebre tifoidea, fue arrestada por la Gestapo y encarcelada en Berlín. Ya a finales de febrero de 1945, con Berlín rodeado por el Ejército Rojo, la familia fue trasladada al campo de concentración de Flossenbürg y, en abril, junto a otros 22, 000 prisioneros iniciaron una evacuación forzada a un anexo del campo de concentración de Dachau en una conocida marcha de la muerte que cobró la vida de 7000 personas. Ese último mes, el Ejército estadounidense liberó Dachau y Hilda, junto a sus cuatro hermanas, partieron a Luxemburgo, donde gobernaba su tía Cartlota. Su madre no pudo recobrarse del tormento de su cautiverio y jamás regresó a Alemania falleciendo en Suiza nueve años después.

### Matrimonio e hijos
El 12 de febrero de 1949, se casó en el Altar Mayor de la Basílica Catedral de Lima con el angloperuano Juan Bradstock Lockett de Loayza siendo el celebrante monseñor Federico Pérez Silva, obispo auxiliar de Lima. El único miembro de la familia Wittelsbach que asistió a la boda fue su hermana Gabriela, por lo que en representación de su padre fue padrino el ministro plenipotenciario de Bélgica en Lima, Hadelin Rothé. La recepción se llevó a cabo en el Palacio Arzobispal y poco después la pareja partió a Baviera. Tuvieron cuatro hijos:
1. Christopher Lockett de Baviera (n. 1950), casado con Martha Katharina Herdt.
2. Michael Lockett von Wittelsbach (n. 1953).
3. Henry Lockett von Wittelsbach (n. 1958).
4. Marie Isabel Lockett von Witteslbach (n. 1960), casada con Jakob Rudolf von Saldern.

La pareja vivió el resto de sus días en Alemania. Su esposo ocupó diversos cargos diplomáticos como cónsul honorario en Ratisbona, agregado civil en la embajada peruana en Berlín y delegado en el comité organizador de los Juegos Olímpicos de Múnich.
La princesa Hilda falleció el 5 de mayo de 2002 en Múnich.

## Títulos y distinciones

### Títulos
- 1926-2002: Su Alteza Real la princesa Hilda de Baviera

### Distinciones
- Dama de la Orden de Teresa.
- Dama de la Orden de Santa Isabel.